# Reducto nacional
Un reducto nacional o fortaleza nacional es un área a la que las fuerzas remanentes de una nación pueden retirarse si la batalla principal se ha perdido o incluso antes si la derrota se considera inevitable. Por lo general, se elige una región con una geografía que favorece la defensa, como un área montañosa o una península, para que funcione como un último reducto para preservar la independencia nacional y albergar un movimiento de resistencia efectivo durante la duración del conflicto.

## Europa occidental
Desde mediados del siglo XIX hasta 1914, la ciudad fortaleza de Amberes fue el reducto nacional oficial de Bélgica. La Fortaleza de Amberes era un cinturón defensivo de fortificaciones construido en dos anillos para defender Amberes. Amberes fue designada como reducto nacional (francés: Réduit national; holandés: De versterkte stelling Antwerpen) en caso de que Bélgica fuera atacada. Fue construido entre 1859 y 1914. En total abarca un cinturón de fortificaciones de 95 km.
Hasta 1920, la "Fortaleza de Amsterdam" fue el reducto nacional de los Países Bajos. Entre 1920 y 1940, la Fortaleza de Ámsterdam se extendió para incluir una mayor parte del corazón del país. En ambos casos, ninguno de los "reductos" resultó defendible a pesar de que la línea de agua holandesa logró detener los avances de las tropas francesas en 1672, proporcionando a los holandeses el tiempo necesario para ganar ventaja.
Desde principios del siglo XIX hasta la Segunda Guerra Mundial, Lisboa fue considerada el reducto nacional de Portugal. Además de ser la capital, la ciudad más grande y el puerto principal del país, Lisboa fue considerada el último reducto defendible en caso de una invasión de Portugal por parte de una gran potencia. Durante este período se implementaron sucesivos sistemas de defensa. El primer gran sistema de defensa de Lisboa se construyó durante la Guerra de la Independencia, como las Líneas de Torres Vedras. Estos consistían en dos líneas de fortificaciones que protegían la región de Lisboa (con una tercera línea alrededor de la fortaleza costera de São Julião da Barra). Otro importante sistema de defensa se implementó a fines del siglo XIX como el Campo Arrastre de Lisboa. Se trataba de un moderno sistema de fortificaciones (para su época), destinado a proteger la capital portuguesa contra un ataque procedente de tierra o mar. Su sector de componente terrestre consistía en varios fuertes modernos, conectados por caminos protegidos y líneas telegráficas. Su defensa frente al mar consistía en baterías de artillería costera, complementadas con activos navales dedicados, incluido un acorazado costero , torpederos, submarinos y minas navales. El último gran sistema de defensa de Lisboa se implementó durante la Segunda Guerra Mundial. Incluía un sistema de defensas antiaéreas, terrestres, costeras y marítimas. Sus baterías de defensa costera fortificadas permanecieron parcialmente activas hasta finales de la década de 1990.
La Fortaleza Alpina (alemán: Alpenfestung) fue el reducto nacional de la Segunda Guerra Mundial planeado por Heinrich Himmler a finales de 1943 para que el gobierno y las fuerzas armadas de Alemania se retiraran a un área desde "el sur de Baviera a través del oeste de Austria hasta el norte de Italia". El plan nunca fue totalmente respaldado por Hitler y no se hizo ningún intento serio de ponerlo en práctica.
La Muralla Alpina (italiano: Vallo Alpino) fue una estructura de defensa desarrollada en los Alpes italianos. Fue reutilizado al final de la Segunda Guerra Mundial por las tropas alemanas, y luego en la Guerra Fría para evitar una invasión de la Unión Soviética.
El Reducto Nacional Suizo (alemán: Schweizer Reduit; francés: Réduit national;  italiano: Ridotto nazionale; romanche: Reduit nazional) fue un plan defensivo desarrollado por el gobierno suizo durante la Segunda Guerra Mundial para responder a una posible invasión alemana, que había sido planeada pero nunca se llevó a cabo. El plan constaba de tres etapas: primero, mantener un ejército invasor en la frontera. Segundo, si eso fallaba, lanzar una guerra dilatoria que permitiría al grueso de las fuerzas suizas retirarse a un perímetro defendible en los Alpes suizos. Y tercero, defender esa fortaleza de la montaña.
Durante la Guerra Fría, Austria desarrolló un plan llamado Raumverteidigung (defensa del área). El plan estaba dirigido principalmente contra Hungría y Checoslovaquia (y más tarde el Pacto de Varsovia), pero también incluía planes contra un ataque de las fuerzas de la OTAN. Las Fuerzas Armadas de Austria se retirarían a zonas clave situadas en la región alpina y la defenderían. También emplearían la guerra de guerrillas detrás de las líneas enemigas y retrasarían el avance enemigo en las zonas de seguridad del área.
La Fortaleza de Karlsborg fue concebida en la Suecia del siglo XIX para albergar la monarquía, el gobierno, el parlamento y las reservas de oro en tiempos de guerra. Karlsborg fue seleccionada puesto que la costa este de Suecia y Estocolmo quedaron bastante expuestas después de la pérdida de Finlandia por parte de Suecia en 1809.
|                                           |
| Fortalezas alrededor de Amberes (Bélgica) |

|                                                  |
| Principales líneas de defensa holandesas en 1940 |

|                                    |
| Líneas de Torres Vedras (Portugal) |

|                                                                 |
| Italia 1940: Muralla Alpina y unidades de la guardia fronteriza |

|                                                           |
| Plano de las líneas de Defensa del Reducto Nacional Suizo |

## Otras regiones

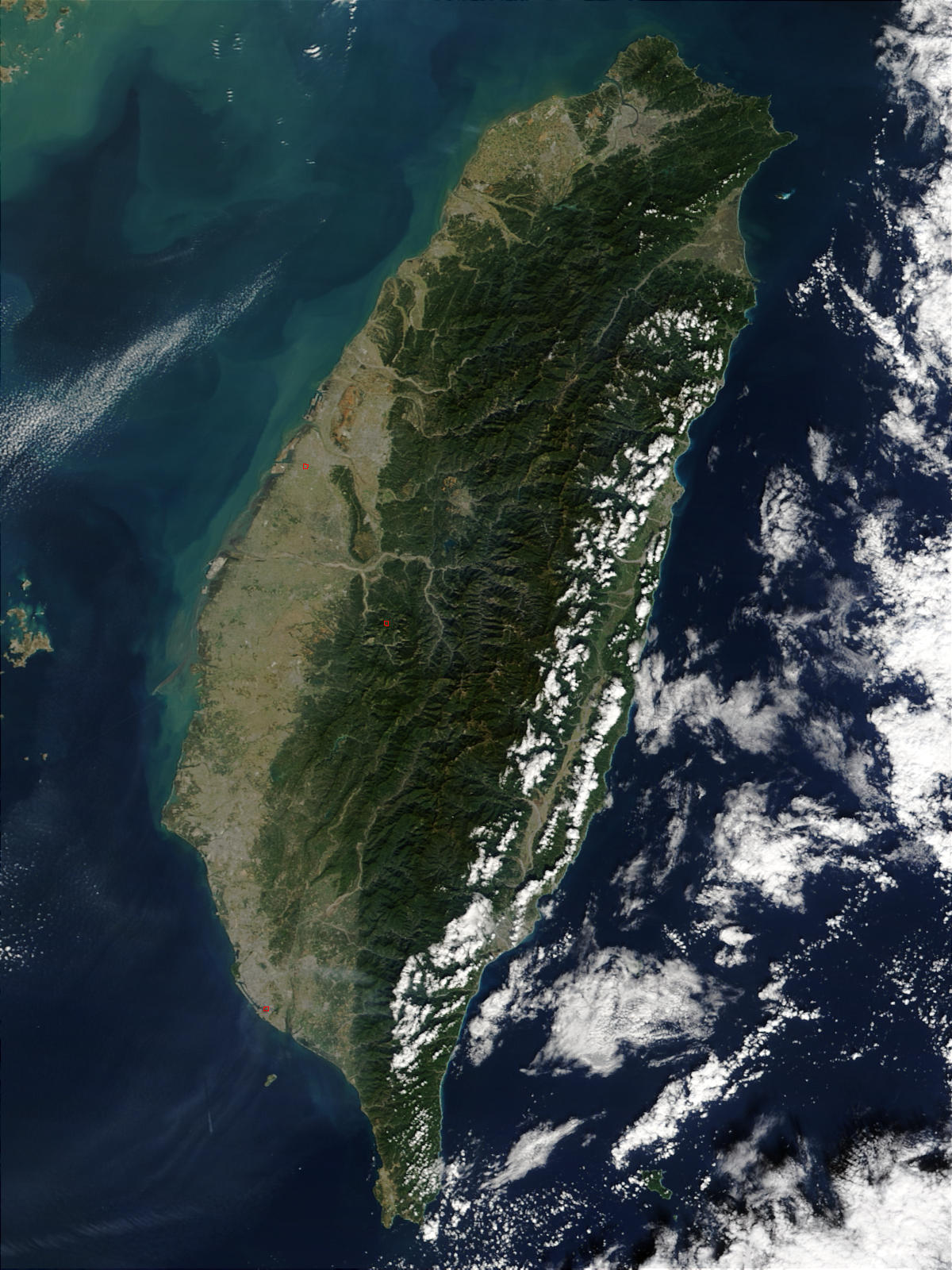
Mapa satelital diurno de Taiwán

Durante la segunda guerra sino-japonesa, la ciudad de Kunming se preparó como un reducto nacional chino en caso de que cayera la capital temporal, Chongqing. Se preparó un elaborado sistema de cuevas para que sirvieran como oficinas, cuarteles y fábricas, pero nunca se utilizó. Kunming estaba programado de nuevo para desempeñar este papel en la guerra civil china, pero la guarnición nacionalista cambió de bando y se unió a los comunistas. En cambio, Taiwán se convirtió en el último reducto y hogar del gobierno nacionalista, un papel que continúa hasta la actualidad.
Hacia el final de la Segunda Guerra Mundial, se construyó el Cuartel general imperial subterráneo de Matsushiro en la Prefectura de Nagano en Japón. Fue pensado como una base desde la cual el gobierno japonés podría operar. La base se completó en parte en el momento de la rendición de Japón.
Durante la década de 1930, suponiendo que Polonia fuera atacada solo por los alemanes, las fuerzas polacas debían hacer la última resistencia en el área de la cabeza de puente rumana. Después de que terminó la batalla de Bzura e incluso después de la invasión soviética de Polonia, muchas divisiones polacas siguieron dirigiéndose hacia la cabeza de puente rumana. La propuesta de Beck de establecer Lviv (Lwów) como la capital temporal de Polonia, en el caso del ataque alemán, fue rechazada posiblemente porque Lviv estaba al oeste de la cabeza de puente rumana.
De acuerdo con la doctrina de defensa de la "Resistencia Nacional Total" de la Yugoslavia comunista, una zona montañosa escarpada centrada en Bosnia central (aproximadamente, el valle de Lašva) debía funcionar como un reducto al que se retiraría el Ejército Popular Yugoslavo en caso de un ataque soviético o de la OTAN. La defensa del resto del país se dejaría a los esfuerzos de guerra de guerrillas de las fuerzas de Defensa Territorial. Se desarrolló una red de zonas industriales y bases fortificadas con anticipación, incluidas fábricas en ciudades en auge como Zenica y una base subterránea de la fuerza aérea en Željava y un complejo de búnker de mando destinado al uso del mariscal Josip Broz Tito.